# Sempervivum
Sempervivum, las siemprevivas,  son un género de 30 especies aceptadas de perennes suculentas o crasas de la familia Crassulaceae, que crecen en roseta.

## Distribución y hábitat
Originarias de Marruecos a Irán, a través de las montañas de la península ibérica, los Alpes, los Cárpatos, los Balcanes, Turquía, las montañas de Armenia y el Cáucaso. Su habilidad para almacenar agua en sus gruesas hojas les permite vivir en lugares rocosos soleados en los escudos subalpinos y alpinos.

## Origen subtropical

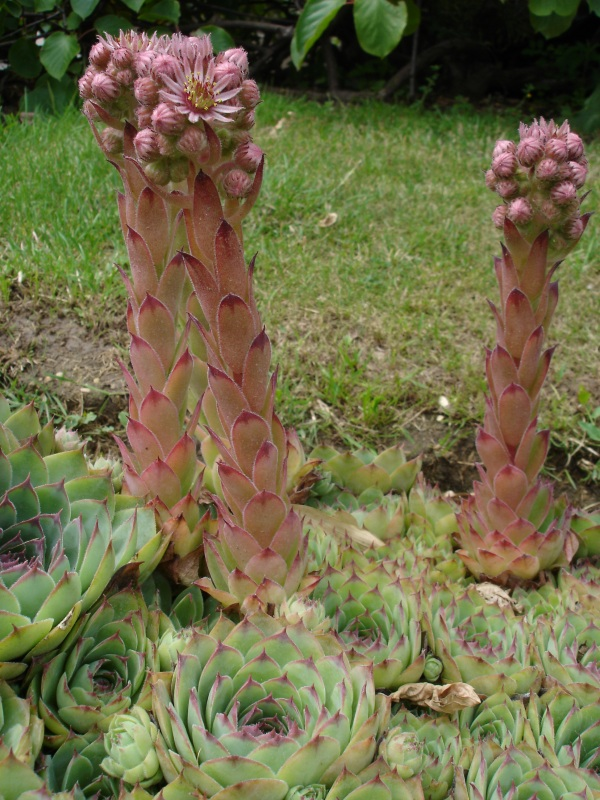
Siempreviva mayor Sempervivum tectorum

Como algunas otras plantas de Europa occidental, sus ancestros han tenido un origen subtropical. Morfológicamente, están estrechamente emparentados con los géneros Jovibarba, Aeonium, Greenovia, Aichryson, Monanthes, de principalmente Macaronesia (Azores, islas Canarias, Cabo Verde, Madeira). Algunos botánicos incluyen a algunas o a todas de esos géneros dentro de una más amplia interpretación de Sempervivum, particularmente Jovibarba. Sin embargo, a diferencia de sus "primos" subtropicales, que son muy sensibles a heladas, las siemprevivas están entre los géneros de suculentas más resistentes, haciéndolas plantas populares de jardín. Requieren solo humedad moderada y alguna protección a la extrema exposición solar.

## Origen del nombre
La etimología de "Sempervivum" tiene origen en el latín Semper ("siempre") y vivus ("viviente"). Son Sempervivum debido a ser plantas perennes que mantienen sus hojas en invierno, y ser bastante resistentes a condiciones dificultosas de crecimiento.

## Crecimiento y reproducción
Crecen en matas perennes, en rosetas monocárpicas. Cada roseta se propaga lateralmente por renovales, por fraccionamiento de las rosetas (solo en el género Jovibarba) o sexualmente por sus diminutas semillas.

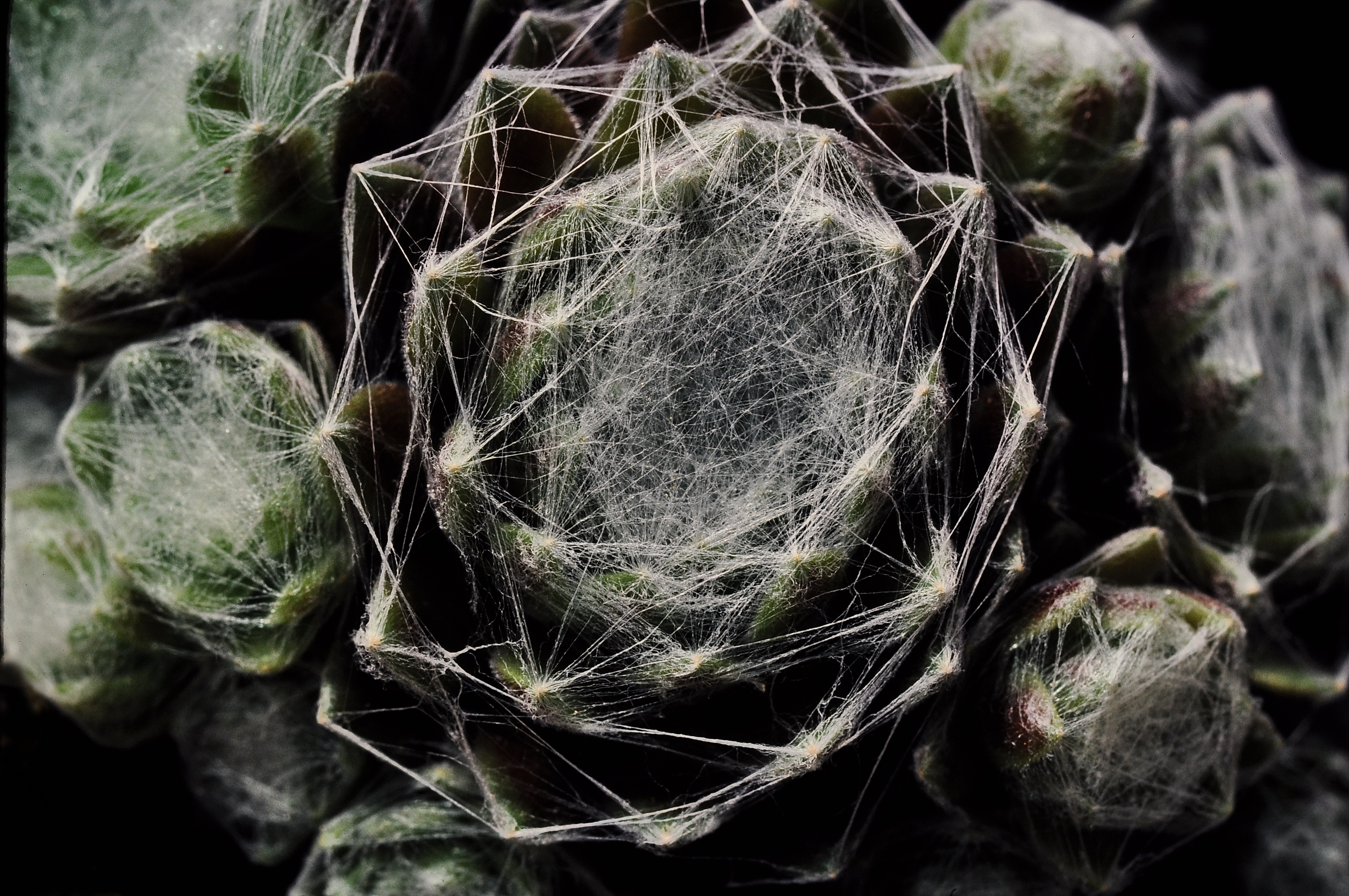
Sempervivum arachnoideum

Típicamente, cada planta crece varios años antes de poder florecer. Sus flores hermafroditas tienen primero un estadio masculino. Luego, los estambres se curvan hacia sí y se alejan de los carpelos del centro de la flor. Por lo tanto, la autofecundación es algo difícil. El color de las flores es rojiza, amarillenta, rosada, o - pocas veces - blancuzca. En Sempervivum, las flores son actinomórficas (regulares, como una estrella) y tienen más de seis pétalos, mientras en Jovibarba, las flores son campanuladas, verde amarillentas con seis pétalos. Después de la floración, la planta muere, usualmente manteniendo muchísimos renovales producidos durante su vida.

## Identificación

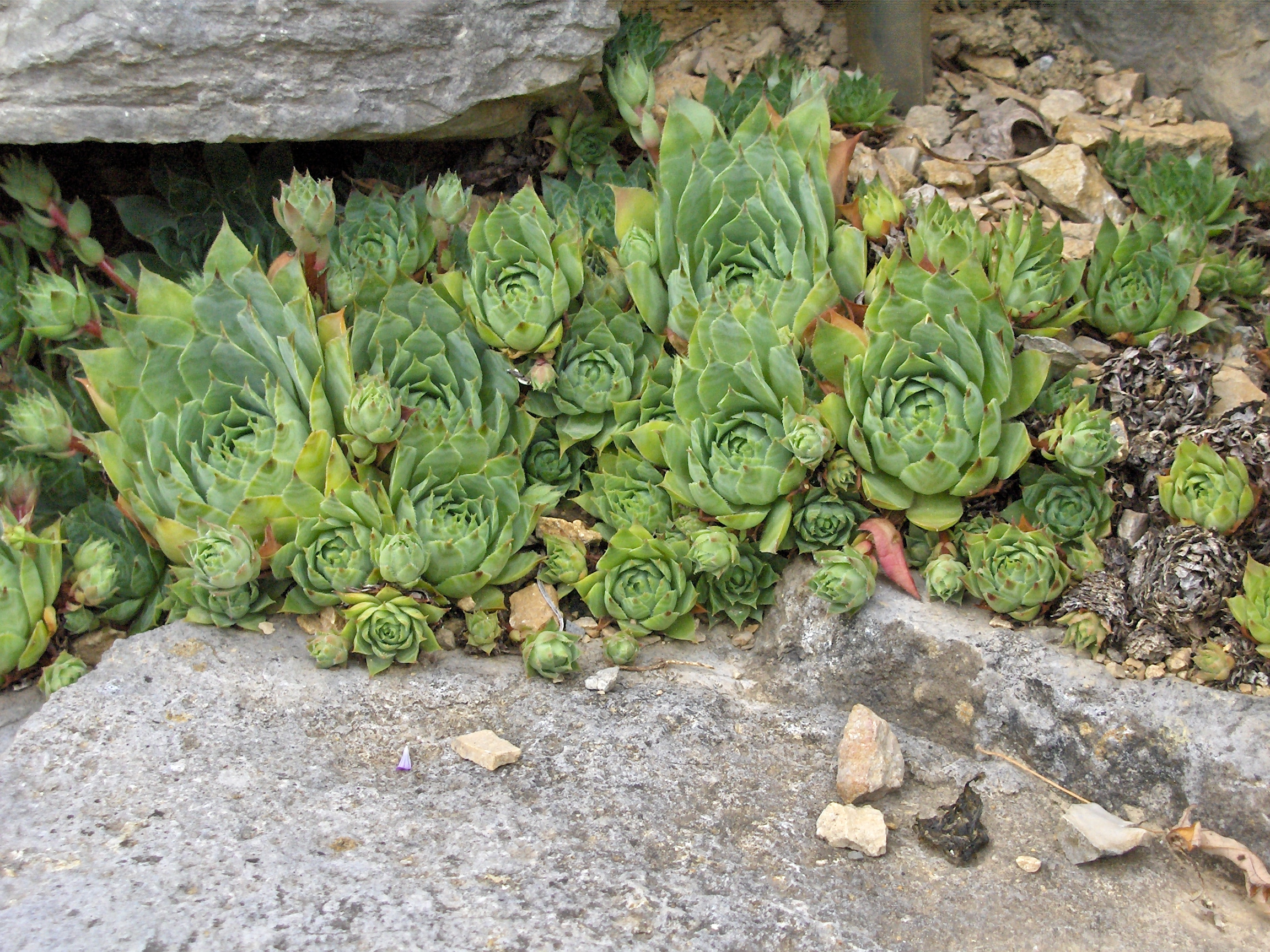
Siempreviva mayor joven Sempervivum tectorum

El género Sempervivum es fácil de reconocer, pero en cambio las especies de este género presentan notables dificultades de determinación, especialmente cuando comparten más de un mismo territorio. La ausencia de mecanismos de aislamiento reproductivo o de barreras genéticas entre algunas especies -sobre todo en Sempervivum arachnoideum, Sempervivum montanum y Sempervivum tectorum, posibilita la hibridación recurrente, que produce "enjambres de híbridos", los cuales pueden perdurar y ampliar su área debido a la reproducción vegetativa, mediante brotes axilares. Incluso un solo clon puede parecer muy diferente bajo distintas condiciones de crecimiento (modificaciones) o diferentes épocas del año. Obviamente este género no ha llegado aún a estabilizarse en su evolución, y todos sus miembros están muy emparentados entre sí. Una consecuencia de esto es que muchas subespecies, variedades, formas fueron descritas, sin definir bien los límites entre ellos. Como una segunda consecuencia, hay una alta frecuencia de híbridos naturales en este Gro., y con posibilidad de retrocruzas de ellos. Sin embargo, más o menos 40 especies pueden ser individualizadas en su propia área del género, pero hay muchas más poblaciones locales, sin valor nomenclatural, pero con algo de sus propios caracteres.
En los Alpes, por ej., las spp. más distribuidas son Sempervivum tectorum (siempreviva mayor, barba de Júpiter, consolva, siempreviva mayor, alcachofa de gatos o hierba puntera, a veces Sempervivum alpinum), Sempervivum montanum (peña redonda, curavacas, mampodre), y Sempervivum arachnoideum (siempreviva de arañas, siempreviva de telarañas, siempre viva de la telaraña), cada una con numerosas subespecies. Más locales son las de flores amarillas S. wulfenii, y S. grandiflorum, y la bella siempreviva calcárea (S. calcareum). Más raras son S. dolomiticum y principalmente S. pittonii. S. pittonii es una pequeña joya de flores amarillas que crece solo en dos laderas de montañas cerca de Kraubath en el valle de Mur, en Austria y está en riesgo de extinción.
En techos o paredes antiguas se puede encontrar Sempervivum tectorum, más o menos salvaje, muy lejos de su área natural. Es una planta medicinal muy antigua y utilizada por curanderos, y existe la creencia de que esta planta es capaz de proteger una casa de un rayo.

## Plantas de jardín
Los amantes de las Sempervivum son numerosos y suelen tener muchas especies diferentes en sus colecciones. Al ser tan variadas, se pueden crear cientos de cultivos, a veces sin ser muy diferentes unos de otros. El principal interés de estos cultivos no son sus flores, sino la forma y el color de su roseta de hojas. El tiempo en que alcanzan su mayor colorido suele ser a partir de marzo hasta junio.

## Etnobotánica y farmacognosia
En la antigüedad se consideraba que las siemprevivas protegían las viviendas y personas contra los rayos, fuego y espíritus por haber sido creadas para este fin por Zeus/Júpiter. Por ello eran conocidas como barbas de Júpiter y en las culturas nórdicas como barbas de Thor y cultivadas en el interior de las casas o plantadas en jardines particulares. Esta tradición continuó en algunos lugares de Europa, desde tiempos de Carlomagno, con el cultivo de siemprevivas en los techos y tejados de las viviendas para protegerlas de los rayos y los hechizos, así como para propiciar la prosperidad de sus ocupantes y pasó a Norteamérica posteriormente.
Además de las propiedades mágicas y esotéricas también se les atribuyen propiedades medicinales. El uso de las especies de Sempervivum se remonta a los orígenes de la medicina herbolaria en la Antigüedad para el tratamiento de diferentes afecciones inflamatorias, como faringitis, traqueítis, otitis y candidiasis. El jugo de las hojas se aplicaba tópicamente en heridas, llagas, abscesos y quemaduras, en zonas adoloridas por la gota, contra picaduras de insectos, y para eliminar callos y pecas. Asimismo, la infusión se recomienda en el tratamiento de úlceras. 
En las regiones alpinas se usa en ungüentos de veterinarios para heridas y otras lesiones.
Plinio el Viejo, en su Naturalis Historiae, describe el uso del jugo de las hojas machacadas para el tratamiento de afecciones de la piel como quemaduras, escaldaduras, callos, verrugas, tiña, herpes, picaduras de insectos, ardor de ojos y dolor de oídos. Por su lado, Dioscórides en su Materia Médica, también describió su uso como vermífugo.
Estudios químicos y farmacológicos contemporáneos realizados principalmente en la especie alpina (S. tectorum) condujeron a la detección de compuestos químicos con propiedades antimicrobianas, inmunomoduladoras y hepatoprotectoras, esta última íntimamente relacionada con sus propiedades antioxidantes, antihiperlipidémica y destructora de radicales libres. Todas estas propiedades y los compuestos aislados de las especies estudiadas de alguna manera apoyan los usos medicinales que se han dado a estas plantas.
Entre los componentes químicos aislados de S. tectorum se han identificado flavonoides, principalmente como mono- y diglicósidos del kaempferol y quercetina, además de cumarinas, ácido ascórbico, ácido cítrico y ácido málico, así como taninos y otros polifenoles. Además, en S. ruthenicum se han identificado glicósidos de quercetina, isoramnetina, escutelareína y astragalina...